# Omloop Het Volk 1949
L'Omloop Het Volk 1949 va ser la cinquena edició de l'Omloop Het Volk. La cursa es va disputar el 13 de març de 1949 amb inici i final a Gant. El vencedor fou André Declerck.

## Classificació general
| Posició | Ciclista                 | Temps      |
| ------- | ------------------------ | ---------- |
| 1       | André Declerck (BEL)     | 7h 11' 00" |
| 2       | Frans Leenen (BEL)       | + 0"       |
| 3       | Maurice Mollin (BEL)     | + 0"       |
| 4       | Maurice Blomme (BEL)     | + 10"      |
| 5       | Lode Anthonis (BEL)      | + 40"      |
| 6       | Ernest Sterckx (BEL)     | + 2' 02"   |
| 7       | Valère Ollivier (BEL)    | + 2' 02"   |
| 8       | Désiré Keteleer (BEL)    | + 2' 02"   |
| 9       | Emmanuel Thoma (BEL)     | + 2' 10"   |
| 10      | Lionel Van Brabant (BEL) | + 2' 10"   |